# Klifatindur
Klifatindur är en bergstopp i republiken Island. Den ligger i regionen Austurland, 300 km öster om huvudstaden Reykjavík. Toppen på Klifatindur är 847 meter över havet, eller 730 meter över den omgivande terrängen. Bredden vid basen är 4,9 km.
Närmaste större samhälle är Höfn, omkring 11 kilometer väster om Klifatindur. Trakten runt Klifatindur består i huvudsak av gräsmarker.